# Super League 2010/11 (Griechenland)
Die Super League 2010/11 war die 75. Spielzeit der höchsten griechischen Spielklasse im Männerfußball sowie die fünfte Austragung unter dem Namen Super League. Die Meisterschaft wurde mit 16 Vereinen ausgespielt. Vertreten waren die 13 besten Mannschaften der Saison 2009/10 und die drei Aufsteiger aus der Football League, der zweiten griechischen Spielklasse.
Die Saison begann am 27. August 2010 mit der Partie zwischen dem amtierenden Meister Panathinaikos Athen und Skoda Xanthi. Sie endete 1:1. Die Spielzeit endete am 16. April 2011 mit dem 30. und letzten Spieltag. Die Meisterschaft ging zum 38. Mal an Olympiakos Piräus.

## Vereine
Die drei Vereine Olympiakos Volos, AO Kerkyra und Panserraikos ersetzten die Absteiger Levadiakos, PAS Ioannina und Panthrakikos.
| Verein               | Wappen               | Ort          | Stadion                     | Kapazität |
| -------------------- | -------------------- | ------------ | --------------------------- | --------- |
| AEK Athen            | AEK Athen            | Athen        | Olympiastadion Athen        | 71.030    |
| Aris Thessaloniki    |                      | Thessaloniki | Kleanthis Vikelidis Stadion | 23.220    |
| Asteras Tripolis     | Asteras Tripolis     | Tripoli      | Stadion Asteras Tripolis    | 04.000    |
| Atromitos Athen      | Atromitos Athen      | Peristeri    | Peristeri-Stadion           | 10.200    |
| Ergotelis            |                      | Iraklio      | Pankritio Stadio            | 26.400    |
| Iraklis Thessaloniki | Iraklis Thessaloniki | Thessaloniki | Kaftanzoglio-Stadion        | 28.000    |
| AO Kavala            | AO Kavala            | Kavala       | Kavala-Stadion              | 12.500    |
| AO Kerkyra           | AO Kerkyra           | Kerkyra      | Kérkyras Stadion            | 04.000    |
| AE Larisa            | AE Larisa            | Larisa       | Alcazar-Stadion             | 13.108    |
| Panserraikos         | Panserraikos         | Serres       | Dimotiko Gipedo Serron      | 09.500    |
| Olympiakos Piräus    | Olympiakos Piräus    | Piräus       | Karaiskakis-Stadion         | 33.334    |
| Olympiakos Volos     | Olympiakos Volos     | Volos        | Panthessaliko Stadio        | 23.700    |
| Panathinaikos Athen  | Panathinaikos Athen  | Athen        | Olympiastadion Athen        | 71.030    |
| Panionios Athen      | Panionios Athen      | Athen        | Nea-Smyrni-Stadion          | 11.700    |
| PAOK Thessaloniki    | PAOK Thessaloniki    | Thessaloniki | Toumba-Stadion              | 28.701    |
| Skoda Xanthi         | Skoda Xanthi         | Xanthi       | Skoda-Xanthi-Stadion        | 07.500    |

## Hauptrunde

### Tabelle
| Pl. | Verein                     | Sp. | S  | U  | N  | Tore    | Diff. | Punkte |
| --- | -------------------------- | --- | -- | -- | -- | ------- | ----- | ------ |
| 1.  | Olympiakos Piräus          | 30  | 24 | 1  | 5  | 065:180 | +47   | 73     |
| 2.  | Panathinaikos Athen (M, P) | 30  | 18 | 6  | 6  | 047:260 | +21   | 60     |
| 3.  | AEK Athen                  | 30  | 15 | 5  | 10 | 046:370 | +9    | 50     |
| 4.  | PAOK Thessaloniki          | 30  | 14 | 6  | 10 | 032:290 | +3    | 48     |
| 5.  | Olympiakos Volos (N)       | 30  | 12 | 11 | 7  | 040:280 | +12   | 47     |
| 6.  | Aris Thessaloniki          | 30  | 13 | 6  | 11 | 029:290 | ±0    | 45     |
| 7.  | AO Kavala                  | 30  | 10 | 10 | 10 | 029:270 | +2    | 40     |
| 8.  | Ergotelis                  | 30  | 11 | 6  | 13 | 032:380 | −6    | 39     |
| 9.  | Skoda Xanthi               | 30  | 9  | 9  | 12 | 029:350 | −6    | 36     |
| 10. | Panionios Athen            | 30  | 8  | 11 | 11 | 025:350 | −10   | 35     |
| 11. | Atromitos Athen            | 30  | 7  | 13 | 10 | 030:340 | −4    | 34     |
| 12. | AO Kerkyra (N)             | 30  | 9  | 6  | 15 | 030:400 | −10   | 33     |
| 13. | Asteras Tripolis           | 30  | 7  | 10 | 13 | 021:290 | −8    | 31     |
| 14. | AE Larisa                  | 30  | 5  | 10 | 15 | 029:470 | −18   | 25     |
| 15. | Panserraikos (N)           | 30  | 6  | 6  | 18 | 022:480 | −26   | 24     |
| 16. | Iraklis Thessaloniki 1     | 30  | 6  | 6  | 18 | 022:480 | −26   | 24     |

Platzierungskriterien: 1. Punkte – 2. Direkter Vergleich (Punkte, Tordifferenz, geschossene Tore) – 3. Tordifferenz – 4. geschossene Tore

| (M) | amtierender griechischer Meister      |
| (P) | amtierender griechischer Pokalsieger  |
| (N) | Neuaufsteiger aus der Football League |

### Kreuztabelle
| 2010/11              | AEK Athen |     | Asteras Tripolis | Atromitos Athen | ERG | Iraklis Thessaloniki | AO Kavala | AO Kerkyra | AE Larisa | Skoda Xanthi | Olympiakos Volos (Fußball) | Olympiakos Piräus (Fußball) | Panathinaikos Athen (Fußball) | Panionios Athen | Panserraikos | PAOK Thessaloniki |
| -------------------- | --------- | --- | ---------------- | --------------- | --- | -------------------- | --------- | ---------- | --------- | ------------ | -------------------------- | --------------------------- | ----------------------------- | --------------- | ------------ | ----------------- |
| AEK Athen            |           | 1:2 | 2:2              | 1:0             | 3:1 | 0:0                  | 1:0       | 0:0        | 4:0       | 1:0          | 0:4                        | 1:0                         | 1:0                           | 1:1             | 2:0          | 4:0               |
| Aris Thessaloniki    | 0:4       |     | 1:0              | 2:0             | 1:0 | 0:1                  | 1:0       | 2:0        | 1:1       | 0:2          | 2:1                        | 1:2                         | 0:1                           | 0:2             | 3:1          | 0:0               |
| Asteras Tripolis     | 0:3       | 1:2 |                  | 1:1             | 3:0 | 0:0                  | 0:1       | 0:2        | 1:1       | 1:2          | 2:1                        | 0:1                         | 0:0                           | 3:1             | 0:2          | 0:0               |
| Atromitos Athen      | 1:1       | 0:0 | 0:0              |                 | 1:1 | 1:1                  | 0:0       | 4:2        | 3:0       | 1:1          | 2:2                        | 3:1                         | 0:1                           | 1:2             | 2:1          | 2:2               |
| Ergotelis            | 2:3       | 0:0 | 0:1              | 1:1             |     | 1:0                  | 2:1       | 3:0        | 2:1       | 1:0          | 0:0                        | 0:2                         | 1:4                           | 2:0             | 2:0          | 1:2               |
| Iraklis Thessaloniki | 2:0       | 1:0 | 0:0              | 1:0             | 1:1 |                      | 0:1       | 0:0        | 1:0       | 1:1          | 0:0                        | 2:1                         | 1:3                           | 1:1             | 1:1          | 0:0               |
| AO Kavala            | 2:1       | 0:1 | 1:0              | 1:1             | 3:1 | 3:0                  |           | 1:0        | 1:0       | 1:1          | 0:1                        | 0:1                         | 2:2                           | 2:1             | 0:0          | 0:1               |
| AO Kerkyra           | 2:1       | 3:4 | 1:2              | 3:1             | 1:0 | 0:0                  | 1:1       |            | 1:0       | 1:1          | 1:3                        | 0:2                         | 0:2                           | 1:2             | 3:0          | 2:1               |
| AE Larisa            | 2:3       | 2:2 | 0:2              | 1:0             | 3:3 | 2:1                  | 0:0       | 1:1        |           | 3:0          | 1:2                        | 0:1                         | 2:0                           | 0:1             | 2:1          | 1:2               |
| Skoda Xanthi         | 0:2       | 1:2 | 1:0              | 3:0             | 0:1 | 2:2                  | 1:1       | 2:1        | 1:1       |              | 1:0                        | 0:3                         | 0:2                           | 1:1             | 2:0          | 1:0               |
| Olympiakos Volos     | 3:1       | 1:1 | 1:1              | 2:0             | 0:1 | 1:1                  | 1:1       | 1:0        | 1:1       | 3:0          |                            | 0:1                         | 3:2                           | 0:0             | 3:0          | 0:3               |
| Olympiakos Piräus    | 6:0       | 1:0 | 3:0              | 2:1             | 3:0 | 2:0                  | 3:1       | 2:0        | 6:0       | 1:0          | 3:1                        |                             | 2:1                           | 5:0             | 4:2          | 3:0               |
| Panathinaikos Athen  | 3:1       | 1:0 | 1:0              | 1:1             | 2:0 | 4:2                  | 4:2       | 2:1        | 1:1       | 1:1          | 0:1                        | 2:1                         |                               | 2:1             | 2:0          | 1:0               |
| Panionios Athen      | 1:0       | 1:0 | 0:0              | 0:1             | 0:1 | 1:0                  | 1:1       | 0:1        | 3:3       | 0:2          | 0:1                        | 1:1                         | 1:1                           |                 | 0:0          | 1:0               |
| Panserraikos         | 1:3       | 1:0 | 0:1              | 0:1             | 0:4 | 1:2                  | 1:0       | 0:2        | 1:0       | 2:1          | 2:2                        | 0:1                         | 1:0                           | 1:1             |              | 1:1               |
| PAOK Thessaloniki    | 2:1       | 0:1 | 1:0              | 0:1             | 2:0 | 1:0                  | 0:2       | 2:0        | 1:0       | 2:1          | 1:1                        | 2:1                         | 0:1                           | 3:1             | 3:2          |                   |

## Play-offs
Die Teams, die sich am Ende der Super League Saison auf den Plätzen zwei bis fünf wiederfanden, spielten in den sogenannten Play-offs, einem Mini-Ausscheidungsturnier, um die europäischen Startplätze. Dabei erhielten die Vereine, die in der regulären Saison die Plätze Zwei bis Vier belegt hatten, einen Punktevorsprung gegenüber Fünftplatzierten (Punktedifferenz wird durch fünf geteilt und anschließend gerundet). Dem Sieger der Playoffs war die Teilnahme an der 3. Qualifikationsrunde der UEFA Champions League sicher. Der Zweitplatzierte qualifizierte sich für die 3. Qualifikationsrunde der UEFA Europa League, der Drittplatzierte startete als Pokalsieger in den Play-offs und der Vierte in der 2. Qualifikationsrunde der UEFA Europa League.

### Tabelle
| Pl. | Verein                     | Sp. | S | U | N | Tore    | Diff. | Punkte | Bonus | Gesamt |
| --- | -------------------------- | --- | - | - | - | ------- | ----- | ------ | ----- | ------ |
| 1.  | Panathinaikos Athen (M, P) | 6   | 3 | 1 | 2 | 009:500 | +4    | 10     | 3     | 13     |
| 2.  | PAOK Thessaloniki          | 6   | 4 | 0 | 2 | 011:800 | +3    | 12     |       |        |
| 3.  | AEK Athen                  | 6   | 2 | 1 | 3 | 006:600 | ±0    | 07     | 1     | 8      |
| 4.  | Olympiakos Volos (N)       | 6   | 2 | 0 | 4 | 005:120 | −7    | 06     |       |        |

| (M) | amtierender griechischer Meister     |
| (P) | amtierender griechischer Pokalsieger |
| (N) | Neuaufsteiger aus der Beta Ethniki   |

### Kreuztabelle
| 2010/11             | AEK Athen | Olympiakos Volos (Fußball) | Panathinaikos Athen (Fußball) | Paok Thessaloniki |
| ------------------- | --------- | -------------------------- | ----------------------------- | ----------------- |
| AEK Athen           |           | 1:0                        | 0:2                           | 3:0               |
| Olympiakos Volos    | 1:0       |                            | 2:1                           | 1:2               |
| Panathinaikos Athen | 1:1       | 3:0                        |                               | 1:0               |
| PAOK Thessaloniki   | 2:1       | 5:1                        | 2:1                           |                   |

## Zuschauertabelle
| ↓Heim / Auswärts→ | AEK Athen |        | Asteras Tripolis | Atromitos Athen | ERG   | Iraklis Thessaloniki | AO Kavala | AO Kerkyra | AE Larisa | Skoda Xanthi | Olympiakos Volos | Olympiakos Piräus | Panathinaikos Athen | Panionios Athen | Panserraikos | PAOK Thessaloniki | Gesamt  | Durchschnitt |
| ----------------- | --------- | ------ | ---------------- | --------------- | ----- | -------------------- | --------- | ---------- | --------- | ------------ | ---------------- | ----------------- | ------------------- | --------------- | ------------ | ----------------- | ------- | ------------ |
| AEK               |           | 7.784  | 12.199           | 5.159           | 6.712 | *****                | 8.157     | 5.474      | 6.029     | 10.509       | 7.896            | 24.980            | 27.185              | *****           | 11.469       | 5.518             | 139.071 | 10.698       |
| Aris              | 12.056    |        | 9.015            | 7.898           | 9.347 | 8.898                | 7.760     | 8.432      | 8.701     | 8.049        | 13.748           | 11.939            | 12.708              | 8.205           | *****        | 13.234            | 139.990 | 9.999        |
| Asteras Tripolis  | 3.026     | 2.730  |                  | 2.374           | 1.556 | 2.482                | 2.163     | 1.122      | 2.162     | 2.142        | 2.125            | 5.255             | 3.947               | 436             | 2.739        | 2.367             | 36.626  | 2.442        |
| Atromitos Athen   | 3.667     | 2.103  | 1.537            |                 | 1.679 | 1.290                | 1.155     | 1.528      | 1.381     | 1.688        | 2.083            | 3.313             | 4.042               | 2.040           | 1.441        | *****             | 28.947  | 2.068        |
| Ergotelis         | 2.421     | 1.126  | 820              | 925             |       | 1.044                | 1.049     | 265        | 568       | 646          | 635              | 7.695             | 6.209               | 708             | 576          | 1.273             | 25.960  | 1.731        |
| Iraklis           | 3.278     | 4.630  | 2.649            | 1.252           | 1.903 |                      | 2.903     | 1.148      | 2.829     | 1.249        | 2.134            | 10.752            | 4.715               | 1.055           | 1.628        | 2.760             | 44.885  | 2.992        |
| Kavala            | 1.768     | 3.965  | 1.316            | 1.201           | 1.568 | 1.969                |           | 1.398      | 1.753     | 1.262        | 1.330            | 4.145             | 3.905               | 1.044           | 1.089        | 2.169             | 29.882  | 1.992        |
| Kerkyra           | 5.257     | 1.265  | 432              | 393             | 1.334 | 642                  | 151       |            | 726       | 1.701        | 499              | 1.579             | 1.441               | 1.301           | 866          | 921               | 18.508  | 1.234        |
| Larisa            | 5.691     | 4.321  | 2.352            | 3.264           | 4.155 | 5.578                | 3.097     | 2.730      |           | 2.181        | 8.485            | 8.855             | 6.235               | 6.160           | 4.541        | 9.829             | 77.474  | 5.165        |
| Skoda Xanthi      | 1.891     | 3.260  | 1.200            | 1.660           | 1.655 | 1.978                | 1.788     | 1.459      | 1.786     |              | 1.699            | 2.221             | 1.886               | 2.138           | 1.678        | 3.322             | 29.621  | 1.975        |
| Olymp. Volos      | 8.736     | 2.422  | 6.047            | 4.965           | 2.450 | 4.118                | 6.728     | 6.129      | 11.097    | 3.692        |                  | 14.757            | 6.995               | 4.678           | 2.676        | 8.841             | 94.331  | 6.289        |
| Olympiakos        | 27.880    | 30.099 | 25.090           | 20.015          | ***** | 25.117               | 19.704    | *****      | 31.256    | 20.093       | 27.605           |                   | 30.845              | 22.312          | 21.190       | 30.275            | 331.481 | 25.499       |
| Panathinaikos     | 37.258    | *****  | 7.034            | 30.274          | 7.316 | 20.154               | *****     | 8.413      | 19.632    | *****        | 12.872           | 52.300            |                     | 33.112          | 20.752       | *****             | 249.117 | 22.647       |
| Panionios Athen   | 3.044     | 3.315  | 1.926            | 2.350           | 2.548 | 2.647                | 2.315     | 2.172      | 3.506     | 2.106        | 2.494            | 3.388             | 3.908               |                 | 2.661        | 3.114             | 41.494  | 2.766        |
| Panserraikos      | 3.309     | 3.060  | 634              | 1.905           | 604   | 1.972                | 2.181     | 1.631      | 1.847     | 718          | 1.955            | 5.214             | 2.269               | 1.377           |              | 5.177             | 33.853  | 2.257        |
| PAOK              | 18.453    | 20.084 | 13.585           | 13.157          | 7.069 | 13.063               | 11.542    | *****      | 9.566     | 13.873       | 14.256           | 20.023            | 22.008              | *****           | 16.113       |                   | 192.792 | 14.830       |

*Die mit Sternchen versehenen Spiele fanden unter Ausschluss der Öffentlichkeit statt (Strafe).

### Zuschauer-Ranking
| Rang | Mannschaft           | Durchschnitt 2010/11 | Gesamt  | Spiele | Durchschnitt 2009/10 | Veränderung | Saison-Rekord                |
| ---- | -------------------- | -------------------- | ------- | ------ | -------------------- | ----------- | ---------------------------- |
| 1.   | Olympiakos Piräus    | 25.499               | 331.481 | 13     | 20.907               | +4.592      | 31.256 (gegen Larisa)        |
| 2.   | Panathinaikos Athen  | 22.647               | 249.117 | 11     | 27.531               | –4.884      | 52.300 (gegen Olympiakos)    |
| 3.   | PAOK Thessaloniki    | 14.830               | 192.792 | 13     | 16.128               | –1.298      | 22.008 (gegen Panathinaikos) |
| 4.   | AEK Athen            | 10.698               | 139.071 | 13     | 13.529               | –2.831      | 27.185 (gegen Panathinaikos) |
| 5.   | Aris Thessaloniki    | 9.999                | 139.990 | 14     | 13.235               | –3.236      | 13.748 (gegen Olymp. Volos)  |
| 6.   | Olympiakos Volos     | 6.289                | 94.331  | 15     | *****                | *****       | 14.757 (gegen Olympiakos)    |
| 7.   | AE Larisa            | 5.165                | 77.474  | 15     | 3.360                | +1.805      | 9.829 (gegen PAOK)           |
| 8.   | Iraklis Thessaloniki | 2.992                | 44.885  | 15     | 4.196                | –1.204      | 10.752 (gegen Olympiakos)    |
| 9.   | Panionios Athen      | 2.766                | 41.494  | 15     | 3.162                | –396        | 3.908 (gegen Panathinaikos)  |
| 10.  | Asteras Tripolis     | 2.442                | 36.626  | 15     | 1.837                | +605        | 5.255 (gegen Olympiakos)     |
| 11.  | Panserraikos         | 2.257                | 33.853  | 15     | *****                | *****       | 5.214 (gegen Olympiakos)     |
| 12.  | Atromitos Athen      | 2.068                | 28.947  | 14     | 2.101                | –33         | 4.042 (gegen Panathinaikos)  |
| 13.  | AO Kavala            | 1.992                | 29.882  | 15     | 3.084                | –1.092      | 4.145 (gegen Olympiakos)     |
| 14.  | Skoda Xanthi         | 1.975                | 29.621  | 15     | 1.782                | +193        | 3.322 (gegen PAOK)           |
| 15.  | Ergotelis            | 1.731                | 25.960  | 15     | 2.209                | –478        | 7.695 (gegen Olympiakos)     |
| 16.  | AO Kerkyra           | 1.234                | 18.508  | 15     | *****                | *****       | 5.257 (gegen AEK)            |

Die Mannschaften mit Sternchen spielten in der Saison 2009/10 nicht in der Superleague

Ohne Playoffs

## Torschützen Top 5

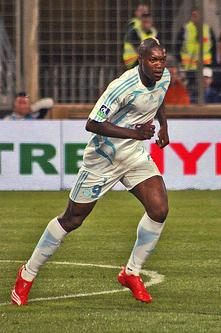
Torschützenkönig: Djibril Cissé

| Pl. | Spieler           | Verein                        | Tore |
| --- | ----------------- | ----------------------------- | ---- |
| 01. | Djibril Cissé     | Panathinaikos Athen           | 20   |
| 02. | Kevin Mirallas    | Olympiakos Piräus             | 14   |
| 03. | David Fuster      | Olympiakos Piräus             | 12   |
| 03. | Rafik Djebbour    | AEK Athen / Olympiakos Piräus | 12   |
| 05. | Benjamin Onwuachi | AO Kavala                     | 10   |

ohne Playoffs

## Die Meistermannschaft von Olympiakos Piräus
| 1.                          | Olympiakos Piräus |
| Olympiakos Piräus (Fußball) | - Tor: Urko Pardo (22/-), Balázs Megyeri (3/-), Antonios Nikopolidis (3/-) - Abwehr: Avraam Papadopoulos (26/-), François Modesto (24/2), José Holebas (24/1), Olof Mellberg (23/3), Vassilios Torosidis (20/3), Raúl Bravo (18/-), Ioannis Potouridis (6/-), Georgios Galitsios (3/-) - Mittelfeld: David Fuster (30/12), Albert Riera (26/6), Ariel Ibagaza (24/-), Ioannis Fetfatzidis (19/2), Dudu Cearense (19/-), Moisés Hurtado (16/-), Jaouad Zaïri (12/-), Ioannis Maniatis (9/-), Giannis Papadopoulos (8/-) - Sturm: Kevin Mirallas (27/14), Marko Pantelić (20/9), Dennis Rommedahl (18/1), Rafik Djebbour (10/7), Konstantinos Mitroglou (5/1), Krisztián Németh (3/-) - Trainer: Ernesto Valverde |